# Думитраке, Флоря
Флоря Думитраке (рум. Florea Dumitrache; 22 мая 1948, Бухарест, Румыния — 26 апреля 2007, Бухарест, Румыния) — румынский футболист, нападающий. Выступал за сборную Румынии, участвовал в Чемпионате мира по футболу 1970 года. Заслуженный мастер спорта Румынии.

## Карьера
С 1961 по 1965 года выступал в молодежных клубах ФК «Рапид», «ТУГ Бухарест» и «Динамо».

В 1965 перешел в основной состав Динамо, в котором выступал до 1976 года. За это время провел 198 матчей, в которых забил 108 голов.

Позднее, в 1976 году, перешел в ФК «Жиул» из города Петрошани. В его составе провел 80 матчей, в которых забил 37 мячей.

Завершил карьеру в футбольном клубе «Корвинул» в 1984 году. За него провел 79 матчей, в которых 35 раз забил мяч в ворота соперника.

С 1968 по 1974 год выступал за национальную сборную. Участвовал в чемпионате мира 1970 года. 

Всего провел за команду страны 31 матч, в которых забил 15 мячей.

## Награды
Динамо Бухарест
- Чемпионат Румынии
- Победитель (3): 1970-71, 1972-73, 1974-75
- Кубок Румынии
- Победитель (1): 1967-68

Корвинул Хунедоара
- Лига II
- Победитель (1): 1979-80

### Индивидуальные
Является лучшим бомбардиром чемпионата Румынии в сезонах 1968/69 и 1970/71.

Является футболистом года Румынии 1968 и 1969 годов.